# Domitia bomansi
Domitia bomansi är en skalbaggsart som beskrevs av Stefan von Breuning 1965. Domitia bomansi ingår i släktet Domitia och familjen långhorningar. Inga underarter finns listade i Catalogue of Life.